# Opatovice (Hrdějovice)
Opatovice jsou malá vesnice, část obce Hrdějovice v okrese České Budějovice v Jihočeském kraji. Nachází se asi tři kilometry severozápadně od Hrdějovic. Je zde evidováno 35 adres. V roce 2011 zde trvale žilo 52 obyvatel.
Opatovice leží v katastrálním území Hrdějovice o výměře 8,82 km². Na návsi stojí řada stavení postavených ve stylu selského baroka (mj. čp. 5, 6 – bývalá kovárna, 7 a 12). Ve vsi je vesnická památková zóna; okolo roku 1845 zde stavěl zednický mistr Matěj Cívka (1800–1880) z Hluboké.

## Historie
První písemná zmínka o vesnici pochází z roku 1378.

## Obyvatelstvo
| Rok            | 1869 | 1880 | 1890 | 1900 | 1910 | 1921 | 1930 | 1950 | 1961 | 1970 | 1980 | 1991 | 2001 | 2011 | 2021 |
| -------------- | ---- | ---- | ---- | ---- | ---- | ---- | ---- | ---- | ---- | ---- | ---- | ---- | ---- | ---- | ---- |
| Počet obyvatel | 127  | 139  | 133  | 148  | 151  | 169  | 187  | 100  | 119  | 93   | 74   | 42   | 44   | 52   | 49   |
| Počet domů     | 12   | 14   | 15   | 16   | 17   | 16   | 20   | 30   | 30   | 26   | 25   | 25   | 31   | 34   | 38   |

## Obecní správa
Při sčítání lidu v letech 1850–1907 Opatovice byly osadou obce Hrdějovice v okrese Budějovice. V letech 1908–1943 byly samostatnou obcí v okrese České Budějovice (v letech 1850–1910 Budějovice). V letech 1943–1945 byly znovu osadou obce Hrdějovice, ale v letech 1945–1960 byly uváděny znovu jako obec, se kterým patřily nejprve do okresu České Budějovice, ale v roce 1950 v okrese České Budějovice-okolí a od roku 1960 opět v okrese České Budějovice. Od 12. června 1960 jsou opět částí obce Hrdějovice v okrese České Budějovice.